# Trần Văn Trung (trung tướng)
Trần Văn Trung (sinh năm 1926) nguyên là một tướng lĩnh Bộ binh của Quân lực Việt Nam Cộng hòa, cấp bậc Trung tướng. Ông xuất thân từ khóa đầu tiên tại trường Võ bị Quốc gia được Chính phủ Quốc gia Việt Nam mở ra ở miền Trung Việt Nam. Khi còn là một sĩ quan cấp úy ông chỉ có một lần chỉ huy đơn vị tác chiến (Tiểu đoàn trưởng). Sau này ông đảm nhiệm những chức vụ Trưởng ban, Phòng hoặc Chỉ huy trưởng các Trường, Cục chuyên về đào tạo và yểm trợ; nên ông còn được mệnh danh là "Tướng Văn phòng". Nhìn bề ngoài ông có phong cách là một "nhà giáo" hơn là một vị tướng. Ông cũng là một Phụ tá Tổng Tham mưu trưởng đặc trách Chiến tranh Chính trị (Tổng cục trưởng) với thời gian lâu nhất (1966-1975). Cũng là thời gian Đại tướng Cao Văn Viên giữ chức vụ Tổng Tham mưu trưởng.

## Tiểu sử & Binh nghiệp
Ông sinh ngày 14 tháng 2 năm 1926 trong một gia đình Nho giáo tại Hương Trà, Thừa Thiên, miền Trung Việt Nam. Thuở nhỏ ông là học sinh trường Tiểu học Hương Trà, sau đó học ở trường Trung học Tư thục Thuận Hóa, Huế. Năm 1945, ông tốt nghiệp Trung học Phổ thông tại Huế với văn bằng Tú tài bán phần (Part I). Được bổ dụng làm công chức ngoại ngạch tại Huế một thời gian ngắn tước khi gia nhập Quân đội.

### Quân đội Liên hiệp Pháp
Cuối tháng 9 năm 1948, thi hành lệnh động viên, ông nhập ngũ vào Quân đội Liên hiệp Pháp, mang số quân: 46/200.975. Theo học khóa 1 Bảo Đại (sau cải danh thành khóa Phan Bội Châu) tại trường Võ bị Huế, khai giảng ngày 1 tháng 10 năm 1948. Ngày 1 tháng 6 năm 1949 mãn khóa tốt nghiệp với cấp bậc Thiếu úy hiện dịch. Ngay sau khi ra trường ông được cử đi tu nghiệp khóa căn bản Bộ binh tại trường Võ bị Saint Cyr, Pháp.

### Quân đội Quốc gia Việt Nam
Năm 1950, sau khi mãn khóa về nước, ông phục vụ Quân đội Quốc gia và được cử làm Trung đội trưởng trong đơn vị Bộ binh. Qua năm 1951, ông tiếp tục được cử đi học và tốt nghiệp Thủ khoa khóa Chỉ huy và Chiến thuật tại Trung tâm Huấn luyện Chiến thuật Hà Nội. Cùng năm ông được thăng cấp Trung úy, được cử làm Chỉ huy trưởng trường Võ bị Địa phương Trung Việt Đầu năm 1954, ông được thăng cấp Đại úy và được bổ nhiệm làm Tiểu đoàn trưởng Tiểu đoàn 27 khinh binh Việt Nam hoạt động trên vùng châu thổ Sông Hồng. Sau hiệp định Genève 20 tháng 7 năm 1954, ông cùng Tiểu đoàn di chuyển vào Nam.

### Quân đội Việt Nam Cộng hòa
Tháng 11 năm 1955, sau khi chuyển sang phục vụ Quân đội Việt Nam Cộng hòa, ông được thăng cấp Thiếu tá, vẫn tiếp tục làm Tiểu đoàn trưởng Tiểu đoàn 27. Đầu năm 1957, ông được thăng cấp Trung tá và được cử làm Giám đốc Nha Chiến tranh Tâm lý thuộc Bộ Quốc phòng kiêm Trưởng phòng 5 thuộc Bộ Tổng Tham mưu thay thế Trung tá Nguyễn Phước Đàng. Tháng 10 cùng năm, ông được cử đi làm Tùy viên Quân sự ở Pháp thay thế Trung tá Quách Xến. Tháng 10 năm 1958 ông được thăng cấp Đại tá tại nhiệm.
Tháng 10 năm 1960, mãn hạn Tùy viên Quân sự, về nước ông được cử làm Thanh tra Thanh niên khu vực bắc Cao nguyên Trung phần. Đầu năm 1963, ông được cử làm Tham mưu phó Nhân viên thuộc Bộ Tổng tham mưu. Sau cuộc Chỉnh lý ngày 30 tháng 1 năm 1964 của tướng Nguyễn Khánh. Đầu tháng 2, ông được bổ nhiệm làm Chỉ huy trưởng trường Võ bị Đà Lạt thay thế Thiếu tướng Trần Tử Oai. Tháng 6 cùng năm bàn giao chức vụ Chỉ huy trưởng trường Võ bị lại cho Chuẩn tướng Nguyễn Văn Kiểm, để tái nhiệm chức vụ Tham mưu phó nhân viên kiêm Trưởng phòng 1 Bộ Tổng tham mưu.
Đầu năm 1965, ông được cử làm Trưởng phòng Tổng quản trị Bộ Tổng tham mưu thay thế Thiếu tá Nguyễn Văn Tuấn. Thượng tuần tháng 2, bàn giao chức vụ Trưởng phòng Tổng quản trị lại cho Đại tá Bùi Đình Đạm. Trung tuần tháng 2 cùng năm, ông được bổ nhiệm chức vụ Chỉ huy trưởng Trường Bộ binh Thủ Đức thay thế Chuẩn tướng Cao Hảo Hớn đi làm Tư lệnh Biệt Khu 24, Kontum. Ngày kỷ niệm 2 năm ngày Cách mạng thành công 1 tháng 11 cuối năm, ông được thăng cấp Chuẩn tướng tại nhiệm.
Thượng tuần tháng 12 năm 1966, bàn giao chức Chỉ huy trưởng trường Bộ binh lại cho Thiếu tướng Bùi Hữu Nhơn, để đi nhận chức Phụ tá Tổng Tham mưu trưởng kiêm Tổng cục trưởng Tổng cục Chiến tranh Chính trị. Ngày Quân lực 19 tháng 6 năm 1968, ông được thăng cấp Thiếu tướng tại nhiệm. Tháng 7 năm 1971, ông được thăng cấp Trung tướng tại nhiệm.
- Tổng cục Chiến tranh Chính trị vào thời điểm tháng 4/1975, nhân sự ở Bộ chỉ huy Tổng cục và các đơn vị trực thuộc được phân bổ trách nhiệm như sau:
-Tổng cục trưởng - Trung tướng Trần Văn Trung
-Tổng cục phó - Thiếu tướng Văn Thành Cao
-Cố vấn Tổng cục- Thiếu tướng Nguyễn Chấn Á
-Phụ tá Tổng cục trưởng - Đại tá Nguyễn Huy Hùng[10]
-Tham mưu trưởng - Đại tá Nguyễn Văn Thái[11]
-Cục trưởng An ninh Quân đội - Chuẩn tướng Vũ Đức Nhuận
-Cục trưởng Cục Chính huấn - Đại tá Hoàng Đạo Thế Kiệt[12]
-Cục trưởng Tâm lý chiến - Đại tá Hoàng Ngọc Tiêu
-Cục trưởng Xã Hội - Đại tá Nguyễn Lễ Trí[13]
-Chỉ huy Đại học CTCT[14] - Đại tá Nguyễn Quốc Quỳnh[15]

## 1975
Trưa ngày 30 tháng 4, ông cùng vợ và các con nhỏ di tản bằng đường biển đến Vịnh Subic thuộc Philippines. Đến tháng 7 năm 1975, ông xin đi định cư tại Paris, Pháp.
Năm 1979, ba người con lớn của ông (gồm 2 trai, 1 gái) từ Việt Nam cùng sang Pháp đoàn tụ.

## Huy chương
-Bảo quốc Huân chương đệ tam đẳng (ân thưởng)
-Anh dũng Bội tinh với nhành dương liễu của VNCH
-Legion of Merit của Hoa Kỳ
-Văn huy Bội tinh (Cloud Medal) của Trung Hoa Quốc gia
-Security Medal của Đại Hàn Dân Quốc.